# Somebody Told Me
Singles de The Killers
Mr. Brightside
(2003) Mr. Brightside (réédition)
(2004)
Somebody Told Me est une chanson du groupe The Killers, sortie en single le 15 mars 2004, extraite de son premier album Hot Fuss sorti en juin 2004.
Cette chanson a été reprise par Måneskin sur l'album Chosen en 2017 et par Motionless In White en 2020.

## Classements hebdomadaires
| Classement (2004-2005)         | Meilleure place |
| ------------------------------ | --------------- |
| Australie (ARIA)               | 17              |
| Danemark (Tracklisten)         | 6               |
| Écosse (OCC)                   | 2               |
| États-Unis (Billboard Hot 100) | 51              |
| France (SNEP)                  | 24              |
| Irlande (IRMA)                 | 9               |
| Italie (FIMI)                  | 31              |
| Nouvelle-Zélande (RMNZ)        | 13              |
| Pays-Bas (Single Top 100)      | 41              |
| Royaume-Uni (UK Singles Chart) | 3               |
| Suisse (Schweizer Hitparade)   | 16              |

## Certifications
| Pays                       | Certification | Date        | Unités certifiées |
| -------------------------- | ------------- | ----------- | ----------------- |
| Allemagne (BVMI)           | Or            | 2023        | 150 000           |
| Australie (ARIA)           | 6 × Platine   | 28/11/2023  | 420 000           |
| Brésil (Pro-Música Brasil) | Platine       | 2024        | 60 000            |
| Canada (Music Canada)      | 5 × Platine   | 16/11/2023  | 400 000           |
| Espagne (Promusicae)       | Or            | 01/2024     | 30 000            |
| États-Unis (RIAA)          | 5 × Platine   | 08/051/2024 | 5 000 000         |
| Italie (FIMI)              | Or            | 2017        | 25 000            |
| Royaume-Uni (BPI)          | 3 × Platine   | 05/04/2024  | 1 800 000         |